# Timonius filipes
Timonius filipes är en måreväxtart som beskrevs av Herbert Fuller Wernham. Timonius filipes ingår i släktet Timonius och familjen måreväxter. Inga underarter finns listade i Catalogue of Life.